# Щоденник (літературно-мистецький проєкт)
Літерат́урно-мист́ецький проє́кт «ЩОД́ЕННИК» — трилогія колективного текстотворення трьох тематично незалежних блоків, об'єднаних однією концепцією. Експеримент з інтуїтивного конструювання сюжетної лінії.

Обкладинка книжки проєкту

## Мета проєкту
З моменту виникнення проєкт мав на меті знайти та поєднати талановиту молодь довкола однієї концепції, створити умови для реалізації культурно-мистецького проєкту та самореалізації молодих письменників, популяризувати українську мову. Завдяки участі у проєкті провідних українських письменників (Сергій Пантюк, Мар'яна Савка, Анатолій Дністровий, Ірен Роздобудько, Андрій Любка, Лариса Денисенко, Оксана Забужко та Андрій Кокотюха) вдалося привернути більшу увагу молоді до сучасної української літератури.

## Структура, вміст і хронологія
Проєкт складається з трьох частин. Кожен з учасників пише коротке есе, в якому висловлює думки до запропонованої організаторами теми — кохання, часу, тіла. Головна вимога — учасники знають лише один розділ твору (перша частина), окреме речення (друга частина) або слово-узагальнення попередника (третя частина проєкту). Учасники знайомляться з усіма текстами «Щоденника» на презентації.
Частина І «Дванадцять місяців кохання»
12 дописувачів. (Символічно — за кількістю місяців у році).
Кожен учасник бачить весь розділ попередника.
Наступний розділ починається з останнього речення попередника, а далі йде власне продовження сюжету.
Головні герої — юнак, дівчина, календарний місяць.
Частина ІІ «У києві нуль годин»
24 дописувачі. (Символічно — за кількістю годин у добі).
Кожен з учасників бачить лише одне речення попередника, і свій розділ починає з цього речення.
Головний герой — час.
Частина ІІІ «Температура тіла»
42 дописувачі (36+6). (Символічно — нормальна температура тіла людини. 36 учасників молоді та блок «шести письменників».
Є один, спільний для всіх, епіграф: «Я відкриваю тіло через дотик».
Кожен з учасників бачить лише словосполучення чи слово-узагальнення попередника та спільний епіграф.
Хронологія проєкту
- листопад 2007 року — виникла ідея;
- грудень 2007 року — підбір учасників для І етапу проєкту;
- січень-травень 2008 року — написання І частини;
- 26 травня 2008 року — презентація І частини в Національному педагогічному університеті ім. М. П. Драгоманова, гуманітарний корпус (вул. Тургенівська 8/14);
- червень — вересень 2008 року — підбір учасників для ІІ етапу;
- 23 грудня 2008 року — презентація ІІ частини в Книгарні «Є» (м. Київ, вул. Лисенка, 3а);
- лютий — березень 2009 року — підбір учасників для ІІІ частини проєкту;
- березень — вересень 2009 року — написання «студентського блоку» ІІІ частини проєкту;
- вересень 2009 — квітень 2010 року — написання «блоку письменників»;
- травень 2010 року — літературна редакція текстів;
- червень 2010 року — верстка книги;
- липень 2010 року — «Щоденник» підписано до друку у видавництві Європейського університету.
- 6 жовтня 2010 року — презентація трьох частин проєкту «Щоденника» однією книжкою ((м. Київ, вул. Лисенка, 3а).
- 2 лютого 2011 року — початок нового проєкту за концепцією «Щоденника» але з дещо іншими правилами та всеукраїнського рівня під назвою «Щоденник. Re: make».

## Творці
- Автор ідеї: Олександр Козинець — автор проєктів «Щоденник», «Щоденник. Re: make», ПРОдайте їсти. Поет, есеїст, музикант. Публікувався в різних колективних виданнях, в літературних газетах та журналах, студентських збірках. Автор добірки «Чай з холодним дощем». Працює викладачем в Національному педагогічному університеті імені М. П. Драгоманова.
- Куратор проєкту: Сергі́й Русако́в — Культуролог, есеїст. Головний редактор газети «Педагогічні кадри», журналіст тижневика «Освіта», член НСЖУ. Автор збірок «Філософія туги» та «Келих імпульсів», куратор та упорядник проєктів «Щоденник», «Щоденник. Re: make», «ПРОдайте їсти». Викладач кафедри культурології Інституту філософської освіти і науки Національного педагогічного університету імені М. П. Драгоманова,
- Куратор проєкту: Іри́на Бо́чар — випускниця Інституту міжнародних відносин Київського національного університету імені Тараса Шевченка, стипендіат програми «Завтра.UA» (Фонд Віктора Пінчука), координатор  соціального проєкту «Дитина з Місяця», куратор третьої частини проєкту «Щоденник», ідейний натхненник проєкту «Щоденник. Re: make».